# Збірна Кірибаті з футболу
Збірна Кірибаті з футболу — національна футбольна команда держави Кірибаті, якою керує Футбольна асоціація Кірибаті. Не визнана ФІФА, однак є членом асоціацій ОФК та КОНІФА.